# تيه

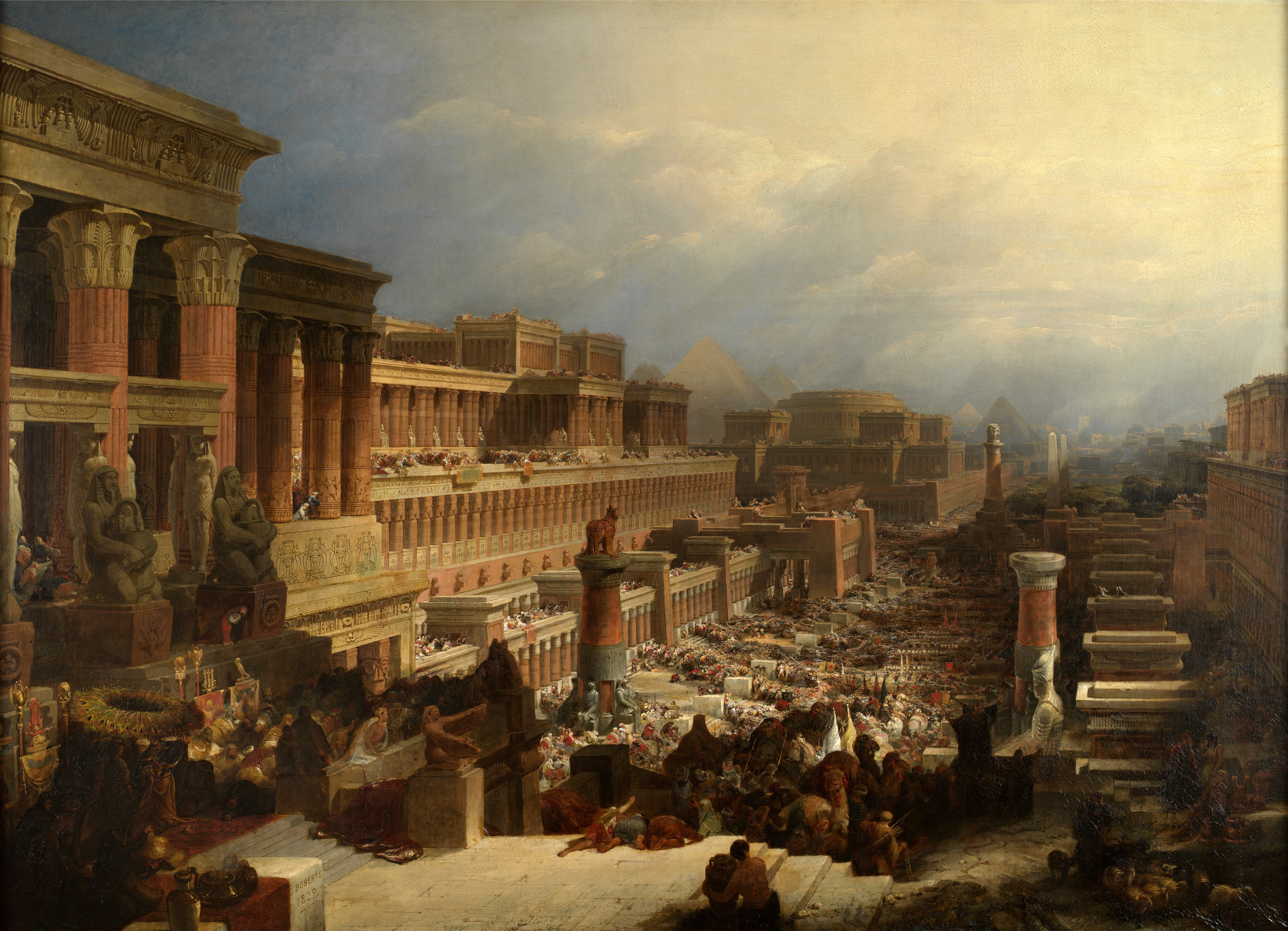
رحيل بني إسرائيل-ديفيد روبرتس (1828).

التيه أو الخروج (بالعبرية: יציאת מצרים، Yeẓi'at Miẓrayim: أي: المغادرة من مصر) هي القصة المحورية في تاريخ بني إسرائيل وهي تحكي عن رحيلهم من مصر، ونزول الوحي على موسى في جبل سيناء التوراتي، وتجوالهم في البرية حتى حدود كنعان.
يجمع العلماء المعاصرون على أن الكتاب المقدس لا يقدم وصفًا دقيقًا لأصول بني إسرائيل، الذين يبدو أنهم تشكلوا ككيان في المرتفعات الوسطى من كنعان في أواخر الألفية الثانية قبل الميلاد من الثقافة الكنعانية الأصلية. يعتقد معظم العلماء المعاصرين أن قصة الخروج لها بعض الجوهر التاريخي، ولكنها تفتقر إلى الدقة التاريخية والموثوقية في التفاصيل التي يسردها الكتاب المقدس.
تنتشر قصة الخروج على أربعة من أسفار التوراة أو أسفار موسى الخمسة، وهي سفر الخروج واللاويين والعدد والتثنية. هناك اتفاق واسع النطاق على أن أحداث سفر التكوين قد حدثت في الفترة الفارسية الوسطى (القرن الخامس قبل الميلاد).
يعتبر الخروج التوراتي أمرًا أساسيًا في اليهودية، حيث يتم سرده يوميًا في الصلوات اليهودية والاحتفال به في الأعياد مثل عيد الفصح اليهودي. رأى المسيحيون الأوائل في الخروج كتشهير رمزي للقيامة والخلاص من قبل يسوع. لاقت القصة صدى لدى الجماعات غير اليهودية، مثل المستوطنين الأمريكيين الأوائل الذين فروا من الاضطهاد في أوروبا، والأمريكيون الأفارقة الذين يناضلون من أجل الحرية والحقوق المدنية. 
قصة تسخير واستعباد بني إسرائيل، وضربات مصر، والخروج والتيه مذكورة أيضًا في القرآن، تتشابه في خطوطها العريضة مع الرواية التوراتية. وتشير أدلة علم الآثار إلى أصول كنعانية أصلية لإسرائيل القديمة.

## السرد

### في التوراة

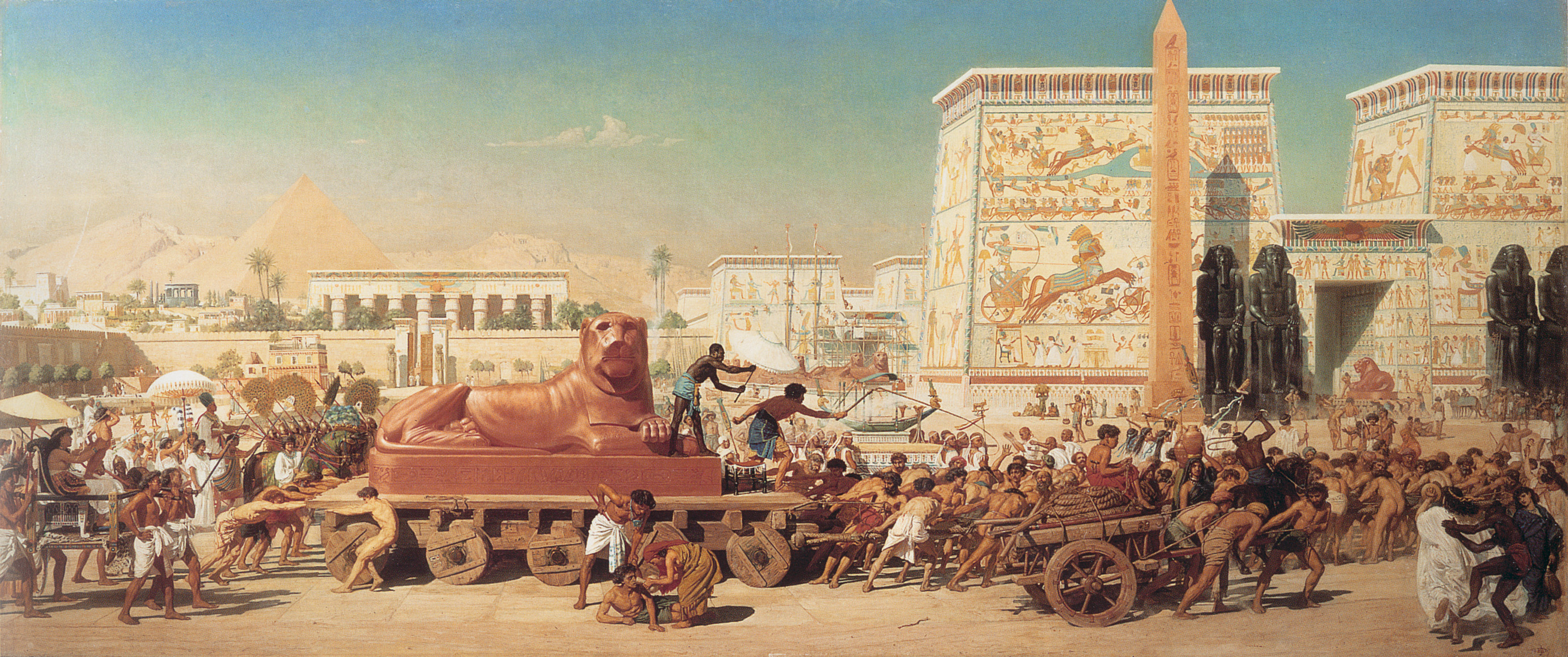
بنو إسرائيل في مصر؛ بريشة ادوارد بوينتر (1867).

يتم سرد قصة الخروج في أسفار الخروج واللاويين والأرقام والتثنية، الأربعة الأخيرة من الأسفار الخمسة الأولى من الكتاب المقدس (وتسمى أيضًا التوراة أو أسفار موسى الخمسة). في الكتاب الأول من أسفار موسى الخمسة، كتاب سفر التكوين، جاء بنو إسرائيل للعيش في مصر في أرض جاسان أثناء المجاعة بسبب حقيقة أن يوسف، الذي كان إسرائيليًا، أصبح مسؤولًا كبيرًا في بلاط ملك مصر. يبدأ الخروج بموت يوسف وصعود فرعون «لم يعرف يوسف» (خروج 1: 8). يهتم فرعون بعدد وقوة بني إسرائيل في مصر ويستعبدهم، ويأمرهم بالبناء في «مدينتين تموين» أو «مدينتين مخزن» تسمى فيتوم ورمسيس (خروج 1:11). كما يأمر فرعون أيضًا ذبح عند ولادة جميع الأطفال العبرانيين الذكور. ومع ذلك، يتم إنقاذ طفل عبراني بوضعه في سلة على النيل. تم العثور عليه وتبنته ابنة فرعون التي سمته موسى. قتل موسى في النهاية مصريًا رآه يضرب عبدًا عبرانيًا، وأجبر على الفرار إلى مدين، وتزوج ابنة كاهن مدين يثرون. يموت الفرعون القديم ويصعد فرعون جديد إلى العرش. وكذلك تذمر الشعب من صنف الطعام الواحد: «قد تذكرنا السمك الذي كنا نأكله في مصر مجانًا، والقثاء والبطيخ والكراث والبصل والثوم، والآن قد يبست أنفسنا... من هذا المن»،عد 5:11] ورغم أن الرّب قد منحهم لحمًا في البرية استجابة لطلبهم غير أن التوراة تعتبر أن الشعب «اشتكى شرًا»،عد 1:11] كما أن قسمًا من الشعب اشتكى زواج موسى بكوشية - أي أثيوبية - ومن بينهم مريم أخته، موسى، في مدين، يذهب إلى جبل حوريب، حيث يظهر يهوه في شجيرة محترقة ويأمره بالذهاب إلى مصر لتحرير العبيد العبرانيين وإحضارهم إلى أرض الميعاد في كنعان. وكلم يهوه أيضا هارون أخو موسى. كلاهما يجمعان بني إسرائيل ويؤمنان بآيات حتى يؤمنوا بوعد يهوه. ثم ذهب موسى وهارون إلى فرعون وطلبا منه السماح للإسرائيليين بالذهاب إلى الصحراء لحضور مهرجان ديني، لكن الفرعون يرفض ويأمر بني إسرائيل بصنع الطوب بدون قش ويزيد من عبء عملهم. عاد موسى وهارون إلى فرعون وطلبا منه هذه المرة تحرير بني إسرائيل. طلب فرعون من موسى أن يصنع معجزة، وألقى هارون عصا موسى التي تحولت إلى تانين (وحش البحر أو أفعى) (خروج 7: 8-13)؛ ومع ذلك، فإن سحرة فرعون قادرون أيضًا على القيام بذلك، على الرغم من أن عصا موسى تلتهم الآخرين. ثم يرفض فرعون إطلاق سراح بني إسرائيل.عد 3:14] بعد ذلك، يبدأ يهوه في إيقاع ضربات مصر على المصريين في كل مرة يذهب فيها موسى إلى فرعون ويرفض فرعون إطلاق سراح بني إسرائيل. إن سحرة فرعون قادرون على تكرار الضربات الأولى، حيث يحول يهوه النيل إلى دم وينتج عنه طاعون من الضفادع، لكنهم غير قادرين على التكاثر بعد الضربة الثالثة، طاعون البعوض. بعد كل ضربة، يسمح فرعون للإسرائيليين بعبادة يهوه لإزالة الطاعون، ثم يرفض تحريرهم. في الضربة الأخيرة، قتل يهوه جميع أبكار مصر، والأبقار البكر، لكن بني إسرائيل الذين أمروا بقتل خروف واحد لكل أسرة وتشويه دمائها على أبوابهم، تم إنقاذهم. يأمر يهوه بني إسرائيل بالاحتفال بعيدًا باعتباره «أمرًا دائمًا» لتذكر هذا الحدث (خروج 12:14). وافق فرعون أخيرًا على إطلاق سراح بني إسرائيل بعد مقتل ابنه البكر. يقود يهوه بني إسرائيل على شكل عمود سحابة في النهار وعمود نار ليلاً. ومع ذلك، بمجرد مغادرة بني إسرائيل بالفعل، غيّر فرعون رأيه وطارد بني إسرائيل إلى شاطئ البحر الأحمر. يستخدم موسى عصاه لتقسيم البحر الأحمر، ويعبر بنو إسرائيل على اليابسة، لكن البحر يغلق على المصريين الذين يطاردونهم، ويغرقهم جميعًا.عد 5:20] بدأ بنو إسرائيل الآن في الشكوى من هارون وموسى، حيث قدم يهوه لهم بأعجوبة الماء والطعام، وفي النهاية أمطروا المن ليأكلوا. عماليق يهاجمون رفيديم لكنهم يهزمون في المعركة. يأتي يثرون إلى موسى مع زوجة موسى وأولاده. بناءً على نصيحة يثرون، يعين موسى قضاة لأسباط إسرائيل. وصل بنو إسرائيل إلى صحراء سيناء، ودعا يهوه موسى إلى جبل سيناء، حيث كشف يهوه عن نفسه لشعبه وأسس الوصايا العشر والعهد الموسوي: يجب على بني إسرائيل الحفاظ على التوراة (أي القانون والتعليمات)، وفي المقابل سيعطيهم لهم ارض كنعان. يؤسس يهوه كهنوت هارون وقواعد مختلفة للعبادة الطقسية، من بين قوانين أخرى. ومع ذلك، في غياب موسى، يخطئ بنو إسرائيل ضد يهوه من خلال خلق صنم العجل الذهبي، وكرد انتقامي قتل يهوه ثلاثة آلاف شخص من اللاويين (خروج 32:28) وأرسل يهوه وباء على بني إسرائيل. يقبل بنو إسرائيل الآن العهد، الذي أعيد تأسيسه، وبنوا مسكنًا ليهوه، ويتلقون شرائعهم. يأمر يهوه موسى بإجراء إحصاء سكاني للإسرائيليين وتحديد واجبات اللاويين. ثم انطلق بنو إسرائيل من جبل سيناء
يأمر يهوه موسى بإرسال اثني عشر جاسوسًا إلى كنعان لاستكشاف الأرض. اكتشف الجواسيس أن الكنعانيين أقوياء، واعتقادًا منهم أن بني إسرائيل لا يستطيعون هزيمتهم، فقد أبلغ الجواسيس بني إسرائيل زورًا أن كنعان مليئة بالعمالقة حتى لا يغزو بنو إسرائيل (عدد 13: 31-33). يرفض بنو إسرائيل الذهاب إلى كنعان، لذلك يظهر يهوه نفسه ويعلن أن الجيل الذي غادر مصر يجب أن يموت قبل أن يتمكن بنو إسرائيل من دخول كنعان. سيتعين على بني إسرائيل البقاء في البرية لمدة أربعين عامًا، ويقتل الرب الجاسوسين بضربة ما عدا يشوع وكالب الصديقين، اللذين سيسمح لهما بدخول أرض الموعد. تمردت مجموعة من بني إسرائيل بقيادة قارون بن يصهار على موسى، لكن يهوه يفتح الأرض ويرسلهم أحياء إلى شيول. جاء بنو إسرائيل إلى واحة قادش برنيع، حيث ماتت مريم وبقي بنو إسرائيل لمدة أربعين عامًا. الناس بلا ماء، لذلك يأمر يهوه موسى أن يحصل على ماء من صخرة بالتحدث إليها، لكن موسى يضرب الصخرة بعصاه بدلاً من ذلك، مما يمنعه يهوه من دخول أرض الموعد. يرسل موسى رسولا إلى ملك إدوم يطلب عبور أرضه إلى كنعان، لكن الملك يرفض. ثم ذهب بنو إسرائيل إلى جبل هور، حيث مات هارون. يحاول بنو إسرائيل الالتفاف حول إدوم، لكن بني إسرائيل يشكون من نقص الخبز والماء، لذلك أرسل يهوه وباء الأفاعي السامة لإلحاق الأذى بهم. بعد أن صلى موسى للخلاص، جعله يهوه يخلق الحية النحاسية، وشفاء بنو إسرائيل الذين ينظرون إليها. سرعان ما يتعارض بنو إسرائيل مع ممالك أخرى مختلفة، ويحاول الملك بالاق ملك موآب أن يجعل الرائي بلعام يلعن بني إسرائيل، لكن بلعام يبارك بني إسرائيل بدلاً من ذلك. يبدأ بعض بني إسرائيل في إقامة علاقات جنسية مع نساء موآبيات ويعبدون آلهة موآبية، لذلك يأمر يهوه موسى بتخريب الأوثان وإرسال الوباء، ولكن يتم تجنب المدى الكامل لغضب يهوه عندما يخدع فينحاس إسرائيلي وامرأة مديانية يمارسان الجماع (عدد 25 : 7-9). يأمر يهوه بني إسرائيل بإبادة المديانيين وأخذ موسى وفينحاس إحصاءً آخر. ثم احتلوا أراضي عوج وسيحون في شرق الأردن، واستقروا هناك الجاديين والرابينيين ونصف سبط منسى.عد 9:21] واتجه الشعب إثر ذلك شمالاً نحو موآب - شرقي نهر الأردن - فحاول بالاق بن صفور ملك موآب مضايقتهم، عد 5:25]ثم يخاطب موسى بني إسرائيل للمرة الأخيرة على ضفاف نهر الأردن، يراجع سفرهم ويعطيهم قوانين أخرى. يقول يهوه لموسى أن يستدعى يشوع، الذي يأمره الرب بقيادة غزو كنعان. يقول الرب لموسى أن يصعد جبل نيبو، حيث يرى أرض الميعاد وحيث يموت.
العهد والقانون
ذروة الخروج هي العهد (اتفاق قانوني ملزم) بين يهوه وبني إسرائيل بوساطة موسى في سيناء: سيحمي يهوه بني إسرائيل كشعبه المختار إلى الأبد، وسيحافظ بنو إسرائيل على شرائع يهوه ويعبدونه فقط. يتم وصف العهد على مراحل: في خروج 24: 3-8 وافق بنو إسرائيل على الالتزام بـ «كتاب العهد» الذي قرأه موسى عليهم للتو؛ بعد ذلك بوقت قصير، كتب يهوه «كلمات العهد» - الوصايا العشر - على ألواح حجرية؛ وأخيرًا، عندما اجتمع الشعب في موآب للعبور إلى كنعان، الأرض التي وعدهم بها الله، أقام موسى عهدًا جديدًا بين يهوه وبني إسرائيل «بجانب العهد الذي قطعه معهم في حوريب» (تثنية 29: 1). يتم تحديد القوانين في عدد من الرموز:
- الوصايا العشر الأخلاقية (أي الوصايا العشر)، خروج 20 وتثنية 5 ؛
- كتاب العهد، خروج 20: 22-23: 3 ؛
- طقوس الوصايا العشر، خروج 34 ؛
- قوانين الطقوس في لاويين 1-6 والعدد 1-10 ؛
- قانون القداسة، لاويين 17-26 ؛
- قانون تثنية التثنية، تثنية 12-26.

### القصة من القرآن
﴿يَا قَوْمِ ادْخُلُوا الْأَرْضَ الْمُقَدَّسَةَ الَّتِي كَتَبَ اللَّهُ لَكُمْ وَلَا تَرْتَدُّوا عَلَى أَدْبَارِكُمْ فَتَنْقَلِبُوا خَاسِرِينَ ۝٢١ قَالُوا يَا مُوسَى إِنَّ فِيهَا قَوْمًا جَبَّارِينَ وَإِنَّا لَنْ نَدْخُلَهَا حَتَّى يَخْرُجُوا مِنْهَا فَإِنْ يَخْرُجُوا مِنْهَا فَإِنَّا دَاخِلُونَ ۝٢٢ قَالَ رَجُلَانِ مِنَ الَّذِينَ يَخَافُونَ أَنْعَمَ اللَّهُ عَلَيْهِمَا ادْخُلُوا عَلَيْهِمُ الْبَابَ فَإِذَا دَخَلْتُمُوهُ فَإِنَّكُمْ غَالِبُونَ وَعَلَى اللَّهِ فَتَوَكَّلُوا إِنْ كُنْتُمْ مُؤْمِنِينَ ۝٢٣ قَالُوا يَا مُوسَى إِنَّا لَنْ نَدْخُلَهَا أَبَدًا مَا دَامُوا فِيهَا فَاذْهَبْ أَنْتَ وَرَبُّكَ فَقَاتِلَا إِنَّا هَاهُنَا قَاعِدُونَ ۝٢٤ قَالَ رَبِّ إِنِّي لَا أَمْلِكُ إِلَّا نَفْسِي وَأَخِي فَافْرُقْ بَيْنَنَا وَبَيْنَ الْقَوْمِ الْفَاسِقِينَ ۝٢٥ قَالَ فَإِنَّهَا مُحَرَّمَةٌ عَلَيْهِمْ أَرْبَعِينَ سَنَةً يَتِيهُونَ فِي الْأَرْضِ فَلَا تَأْسَ عَلَى الْقَوْمِ الْفَاسِقِينَ ۝٢٦﴾ [المائدة:21–26]

## الأصول التاريخية
هناك موقفان رئيسيان حول تاريخية الخروج في الدراسات الحديثة. موقف الأغلبية هو أن رواية الخروج الكتابي لها بعض الجوهر التاريخي، على الرغم من أن التفاصيل قد تم حجبها وحجبها بمرور الوقت، وهناك القليل من القيمة التاريخية في السرد الكتابي الحالي. الموقف الرئيسي الآخر، الذي غالبًا ما يرتبط بمدرسة الحد الأدنى من الكتاب المقدس، هو أن الخروج ليس له أساس تاريخي. يتفق كلا الموقفين على أن أفضل طريقة لفهم رواية الخروج التوراتي هي الأسطورة التأسيسية للشعب اليهودي، وتشرح أصولهم وتوفر أساسًا أيديولوجيًا لثقافتهم ومؤسساتهم، وليس تصويرًا دقيقًا لتاريخ بني إسرائيل. الموقف الثالث، وهو أن الرواية الكتابية صحيحة أساسًا («التطرف التوراتي»)، تتبناه اليوم «قلة، إن وجدت في الدراسات السائدة، فقط على الأطراف الأصولية».
لم تعد المنح الدراسية السائدة تقبل حساب الخروج الكتابي باعتباره تاريخًا دقيقًا لعدد من الأسباب. يحاول سفر الخروج نفسه أن يؤسس الحدث بقوة في التاريخ، حيث يرجع تاريخ الخروج إلى العام 2666 بعد الخلق (خروج 12: 40-41)، وبناء المسكن حتى عام 2667 (خروج 40: 1-2، 17)، مشيرة إلى أن بني إسرائيل سكنوا في مصر لمدة 430 عامًا (خروج 12: 40-41)، بما في ذلك أسماء الأماكن مثل جاسان (تكوين 46:28)، فيثوم ورمسيس (خروج 1:11)، بالإضافة إلى ذكر أن 600000 رجل إسرائيلي شاركوا (خروج 12:37). ومع ذلك، فإن الأرقام المعنية خيالية، والجغرافيا غامضة مع مناطق مثل جاسان مجهولة الهوية، وهناك مشاكل داخلية في التأريخ في أسفار موسى الخمسة. لم تجد أي محاولة حديثة لتحديد نموذج مصري تاريخي لموسى قبولًا واسعًا، ولا توجد فترة في التاريخ المصري تتطابق مع الروايات الكتابية عن الخروج. من الواضح أن بعض عناصر القصة يُقصد بها أن تكون إعجازية وتتحدى التفسير العقلاني، مثل وباء مصر وعبور البحر الأحمر. يجادل ليستر جراب بأن "محاولات إيجاد تفسيرات طبيعية [لهذه الأحداث] تخطئ النقطة: الهدف من السرد هو تضخيم قوة يهوه وموسى." كما فشل الكتاب المقدس في ذكر أسماء أي من الفراعنة المتورطين في رواية الخروج. بينما تذكر النصوص المصرية القديمة من عصر المملكة المصرية الحديثة "الآسيويين" الذين يعيشون في مصر كعبيد وعمال، لا يمكن ربط هؤلاء الناس بشكل آمن مع بني إسرائيل، ولا يوجد نص مصري معاصر يذكر هجرة جماعية واسعة النطاق للعبيد مثل تلك الموصوفة في الكتاب المقدس. يبدو أن أقدم ذكر تاريخي باقٍ للإسرائيليين، وهي لوحة مرنبتاح المصرية (حوالي 1207 قبل الميلاد)، يضعهم في كنعان أو حولها ولا يعطي أي إشارة إلى أي نزوح جماعي. إن أعداد الأشخاص الذين شاركوا في الخروج كما هو مذكور في الكتاب المقدس خيالية، حيث إن صحراء سيناء لم يكن من الممكن أن تدعم 603,550 من بني إسرائيل المذكورين في العدد 1:46. يقول عالما الآثار إسرائيل فينكلستاين ونيل آشر سيلبرمان إنه بينما وجد علم الآثار آثارًا تركتها مجموعات صغيرة من الصيادين وجامعي الثمار في سيناء، لا يوجد دليل على الإطلاق على وجود عدد كبير من الأشخاص الموصوف في قصة الخروج: "الاستنتاج - أن الخروج لم يحدث في ذلك الوقت وبالطريقة الموصوفة في الكتاب المقدس - يبدو أنه لا يمكن دحضه، الحفريات والمسوح المتكررة في جميع أنحاء المنطقة بأكملها لم تقدم حتى أدنى دليل. بدلاً من ذلك، يشير علم الآثار الحديث إلى الاستمرارية بين الكنعانيين والمستوطنة الإسرائيلية، مما يدل على الأصل الكنعاني لإسرائيل. بعض العلماء مثل يورغن كنودتزون، حددوا العبرانيين بالعبيرو، ولكن في السنوات الأخيرة اقترح أن يكون هذا مشابهًا خاطئًا.
ومع ذلك، لا يزال غالبية العلماء يعتقدون أن الخروج له أساس تاريخي، حيث أشار كينتون سباركس إليها على أنها «تاريخ أسطوري». على الرغم من عدم وجود أدلة أثرية، يعتقد معظم العلماء أن مجموعة صغيرة من أصل مصري ربما انضموا إلى بني إسرائيل الأوائل. يعرّف ويليام ديفر بحذر هذه المجموعة على أنها «بيت يوسف». يؤرخ معظم العلماء الذين يقبلون جوهرًا تاريخيًا للهجرة الجماعية هذه المجموعة المحتملة إلى القرن الثالث عشر قبل الميلاد في وقت رمسيس الثاني، ويعود تاريخها إلى القرن الثاني عشر قبل الميلاد في زمن رمسيس الثالث. الأدلة المؤيدة للتقاليد التاريخية التي تشكل خلفية لأسطورة الخروج تشمل الحركات الموثقة لمجموعات صغيرة من الشعوب الناطقة بالسامية القديمة داخل وخارج مصر خلال الأسرة المصرية الثامنة عشر والتاسعة عشر، وبعض عناصر الفولكلور المصري والثقافة في قصة الخروج، وأسماء موسى وهارون وفينحاس التي يبدو أنها من أصل مصري. يلاحظ جويل س. بادن وجود العبيد الناطقين بالسامية في مصر والذين هربوا أحيانًا بأعداد صغيرة. وقد كتب أنه في حين أنه «[أ] لا يمكن الحفاظ على نزوح جماعي لمرة واحدة لجميع بني إسرائيل من مصر، إلا أن التدفق الثابت نسبيًا للعبيد الساميين الذين يشقون طريقهم عبر سيناء إلى الشمال الشرقي يبدو معقولًا للغاية.» التقديرات العلمية لعدد الأشخاص يمكن أن يكون قد شارك في مثل هذا النزوح الجماعي من بضع مئات إلى بضعة آلاف من الناس. من الممكن أيضًا أن يكون الحكم المصري القمعي لكنعان خلال أواخر الألفية الثانية قبل الميلاد قد ساعد في تبني قصة مجموعة صغيرة من اللاجئين المصريين من قبل الكنعانيين الأصليين بين بني إسرائيل. كما تمت مناقشة طرد الهكسوس، وهم مجموعة سامية غزت الكثير من مصر، من قبل الأسرة السابعة عشر في مصر، على أنه موازٍ تاريخي محتمل أو أصل القصة. بدلاً من ذلك، يجادل نداف نعمان بأن الحكم المصري القمعي لكنعان خلال الأسرة التاسعة عشر وخاصة الأسرة المصرية العشرون ربما يكون مصدر إلهام لسرد الخروج، مشكلاً «ذاكرة جماعية» للقمع المصري الذي تم نقله من كنعان إلى مصر نفسها في الوعي الشعبي.
هناك اتجاه متزايد بين العلماء للنظر إلى تقاليد الخروج من الكتاب المقدس على أنها اختراع للمجتمع اليهودي
المنفي وما بعد المنفى، مع القليل من الأساس التاريخي أو عدمه. يجادل ليستر جراب، على سبيل المثال، بأنه "لا يوجد سبب مقنع لضرورة تأصل الهجرة الجماعية في التاريخ"، وأن تفاصيل القصة تناسب القرن السابع حتى القرن الخامس قبل الميلاد أكثر من يعود تاريخها إلى الألفية الثانية قبل الميلاد. رفضًا لوجهة النظر التقليدية القائلة بأن الخروج يسجل تقاليد ما قبل المنفى، يقترح فيليب آر ديفيز أن القصة قد تكون مستوحاة من عودة بني إسرائيل واليهود الذين تم تعيينهم في مصر كقوات حامية من قبل الآشوريين في القرن الخامس والسادس قبل الميلاد. انتقد المؤرخ جراهام ديفيز علماء الحد الأدنى لاعتمادهم بشكل كبير على علم الآثار، قائلاً: "لا يمكن للمؤرخ ببساطة أن يتجاهل الأدلة النصية (سواء الكتابية أو غير الكتابية) ذات الصلة بقضية ما، وفي هذه الحالة تزعم الأدلة النصية، على الأقل، لإعطاء وجهة نظر مختلفة عن تلك التي يميل علماء الآثار الآن إلى تفضيلها (أو معظمهم، على أي حال).

## التطوير والتكوين النهائي
يتفق العلماء على نطاق واسع على أن نشر التوراة حدث في منتصف الفترة الفارسية (القرن الخامس قبل الميلاد)، مرددًا وجهة نظر يهودية تقليدية تعطي عزرا، زعيم الجالية اليهودية عند عودته من بابل، دورًا محوريًا في صدوره. يظهر أول أثر للتقاليد في كتابات الأنبياء الشماليين عاموس (ربما) وهوشع (بالتأكيد)، وكلاهما نشطا في القرن الثامن قبل الميلاد في شمال إسرائيل، لكن معاصريهما الجنوبيين (كل من أشعيا وميخا) يبدو أنهما ليسا على دراية بأي نزوح جماعي. (يحوي نص ميخا 6:45 على إشارة إلى الهجرة الجماعية، ولكن يعتبرها العديد من العلماء كإضافة من قبل محرر لاحق). قد تكون القصة قد نشأت منذ بضعة قرون، ربما في التاسع أو العاشر قبل الميلاد، وهناك علامات على أنها أخذت أشكالًا مختلفة في إسرائيل، في منطقة شرق الأردن، وفي مملكة يهوذا الجنوبية قبل أن يتم توحيدها في العصر الفارسي.
تشير الأدلة من الكتاب المقدس إلى أن الخروج من مصر شكل «أسطورة تأسيسية» أو «أيديولوجية دولة» لمملكة إسرائيل الشمالية. يذكر المزامير الشماليان 80 و81 أن يهوه «جلب كرمة من مصر» (مزمور 80: 8) ويسجل احتفالات طقسية لإنقاذ إسرائيل من مصر بالإضافة إلى نسخة من جزء من الوصايا العشر (مزمور 81: 10-11) يسجل سفر الملوك الثاني تكريس عجلين من الذهب في بيت تل القاضي من قبل الملك الإسرائيلي يربعام، الذي يستخدم عبارة «هذه آلهتك يا إسرائيل التي أصعدتك من أرض مصر» (1 ملوك 12). : 28). يربط العلماء عجول يربعام بالعجل الذهبي الذي صنعه هارون في خروج 32. كلاهما يشتمل على صيغة تكريس متطابقة تقريبًا («هذه هي آلهتك يا إسرائيل، التي أصعدتك من أرض مصر»؛ خروج 32: 8). هذه الحادثة من سفر الخروج «يُنظر إليها على نطاق واسع على أنها رواية مغرضة ضد عجول بيت إيل». يقترح عالم المصريات يان أسمان أن الحدث، الذي كان سيحدث حوالي 931 قبل الميلاد، قد يكون تاريخيًا جزئيًا بسبب ارتباطه بالفرعون التاريخي شيشنق الأول (شيشق التوراتي). يؤرخ ستيفن راسل هذا التقليد إلى «القرن الثامن قبل الميلاد أو ما قبله»، ويجادل بأنه يحافظ على تقليد حقيقي للخروج من المملكة الشمالية، ولكن في مراجعة مملكة يهودية. يجادل راسل وفرانك مور كروس بأن بني إسرائيل في المملكة الشمالية ربما اعتقدوا أن العجول في بيت تل القاضي من صنع هارون. يقترح راسل أن العلاقة مع يربعام ربما كانت في وقت لاحق، وربما جاءت من محرّر يهودي. ومع ذلك، خلص بولين فيفيانو إلى أنه لا الإشارات إلى عجول يربعام في هوشع (هوشع 8: 6 و10: 5) ولا المحظورات المتكررة لعبادة الأوثان في النبي الجنوبي إرميا في القرن السابع الميلادي تظهر أي معرفة بتقليد العجل الذهبي. تم إنشاؤها في سيناء.
تم العثور على بعض من أقدم الأدلة على تقاليد يهوذا عن الهجرة الجماعية في المزمور 78، الذي يصور الخروج على أنه بداية تاريخ يبلغ ذروته في بناء الهيكل في القدس. تجادل باميلا برماش بأن المزمور هو جدال ضد المملكة الشمالية. نظرًا لأنها فشلت في الإشارة إلى دمار المملكة عام 722 قبل الميلاد، خلصت إلى أنه يجب أن يكون قد كتب قبل ذلك الوقت. تحتوي نسخة المزمور للخروج على بعض الاختلافات المهمة عما هو موجود في أسفار موسى الخمسة: لا يوجد ذكر لموسى، ولا يوجد سوى سبع ضربات في مصر، ويوصف المن بأنه «طعام الجبار» بدلاً من الخبز في البرية. يدافع نداف نعمان عن علامات أخرى على أن الخروج كان تقليدًا في يهوذا قبل تدمير المملكة الشمالية، بما في ذلك نشيد البحر والمزمور 114، فضلاً عن الأهمية السياسية الكبيرة التي اكتسبتها الرواية هناك. من الأشياء الدينية اليهودية المرتبطة بالخروج الأفعى النحاسية أو نيهشتان: وفقًا لملوك الثاني 18: 4، الثعبان النحاسي كان من صنع موسى وكان يُعبد في الهيكل في أورشليم حتى عهد الملك حزقيا يهوذا، الذي دمرها كجزء من الإصلاح الديني، ربما حوالي عام 727 قبل الميلاد. في أسفار موسى الخمسة، خلق موسى الثعبان الوقح في عدد 21: 4-9. كتب Meindert Dijkstra أنه في حين أن تاريخية أصل الفسيفساء لنيهوشتان أمر غير محتمل، فإن ارتباطه بموسى يبدو حقيقيًا وليس عمل محرر لاحق. يلاحظ مارك والتر بارتوش أن نهوشتان لم يرد ذكره في أي نقطة سابقة في كتاب الملوك، ويقترح أن الثعبان الوقح أحضر إلى القدس من المملكة الشمالية بعد تدميرها عام 722 قبل الميلاد.
يبدو أن إعلان يهوه على سيناء كان في الأصل تقليدًا لا علاقة له بالخروج. يلاحظ جويل س. بادن أن «اللحامات [بين تقاليد الخروج والبرية] لا تزال تظهر: في رواية إنقاذ إسرائيل من مصر، هناك القليل من التلميح إلى أنه سيتم إحضارهم إلى أي مكان آخر غير كنعان - ومع ذلك وجدوا أنفسهم متجهين أولاً، بشكل غير متوقع، وبدون ترتيب جغرافي واضح، إلى جبل غامض.» بالإضافة إلى ذلك، هناك اتفاق واسع النطاق على أن إعلان الشريعة في سفر التثنية كان في الأصل منفصلًا عن الخروج: النسخة الأصلية من سفر التثنية يعود تاريخه بشكل عام إلى القرن السابع قبل الميلاد. تعتبر محتويات سفر اللاويين والعدد إضافات متأخرة للسرد من قبل المصادر الكهنوتية.
تقدمت العديد من النظريات لتفسير تركيبة التوراة، لكن اثنتان منهما كانتا مؤثرتين بشكل خاص. أول هذه النظرية هي تفويضات الإمبراطورية الفارسية، التي قدمها بيتر فراي في عام 1985، تؤكد أن السلطات الفارسية طلبت من يهود القدس تقديم مجموعة واحدة من القوانين باعتبارها مقابل الحكم الذاتي المحلي. لكن هدمت نظرية فراي في ندوة متعددة التخصصات عقدت في عام 2000، لكن العلاقة بين السلطات الفارسية والقدس تظل مسألة حاسمة. وتقترح النظرية الثانية، المرتبطة بجويل ب. واينبرغ وتسمى «مجتمع مواطنين المعبد»، أن قصة الخروج تم تكوينها لخدمة احتياجات مجتمع يهودي منظم حول المعبد بعد فترة الأسر البابلي، وكانت تعمل في الواقع كبنك لأولئك الذين ينتمون إليه. وكانت التوراة (قصة الخروج) بمثابة «بطاقة هوية» تحدد من ينتمي إلى هذا المجتمع (أي إلى بني إسرائيل)، مما يعزز وحدة بني إسرائيل من خلال مؤسساتها الجديدة.

## الروايات المصرية الهلنستية الموازية
سجل الكتاب باليونانية واللاتينية عدة حكايات مصرية عن طرد مجموعة من الأجانب كانت لهم صلة بالنزوح الجماعي في العصر البطلمي. غالبًا ما تتضمن هذه الحكايات عناصر من فترة الهكسوس ومعظمها مناهض بشدة لليهود. أقدم سرد غير كتابي هو رواية هيكاتيوس من أبديرا (حوالي 320 قبل الميلاد)، كما تم حفظها في المؤرخ اليهودي يوسيفوس فلافيوس في القرن الأول الميلادي في كتابه ضد أبيون وفي نسخة مختلفة كتبها المؤرخ اليوناني ديودور الصقلي في القرن الأول قبل الميلاد. يروي هيكاتيوس كيف ألقى المصريون باللوم على الأجانب في الطاعون وطردوهم من البلاد، وعندها أخذهم موسى قائدهم إلى كنعان. في هذه النسخة، يصور موسى بشكل إيجابي للغاية. يروي مانيتون، كما تم حفظه في كتاب جوزيفوس ضد أبيون، كيف أن 80.000 من الجذام و«الناس النجسين» الآخرين، بقيادة قس يدعى وسرسف، يتحدون مع الهكسوس السابقين، الذين يعيشون الآن في القدس، للسيطرة على مصر. لقد عاثوا الفوضى حتى طاردهم الفرعون وابنه إلى حدود سوريا، حيث أعطى وسرسف المجذومين قانونًا وغيّر اسمه إلى موسى. قد يكون تعريف وسرسف مع موسى في حساب مانيتون استيفاءًا أو قد يأتي من مانيتون. تم تسجيل نسخ أخرى من القصة من قبل النحوي المصري ليسيماتشوس الإسكندري في القرن الأول قبل الميلاد، والذي وضع القصة في زمن الملك با كن رع نف (بوخوريس)، والمؤرخ المصري في القرن الأول الميلادي شريمون من الإسكندرية، والقرن الأول قبل الميلاد جالو - المؤرخ الروماني جناوس بومبيوس تروجوس. يتضمن المؤرخ الروماني تاسيتس في القرن الأول الميلادي نسخة من القصة التي تدعي أن العبرانيين كانوا يعبدون حمارًا كإلههم من أجل السخرية من الديانة المصرية، بينما يدعي كاتب السيرة الرومانية فلوطرخس أن الإله المصري ست طُرد من مصر وأنجب ولدين. اسمه جودا وهيروسوليما.
من الممكن أن تكون القصص تمثل ردًا مصريًا جدليًا على قصة الخروج. يقترح عالم المصريات يان أسمان أن القصة تأتي من مصادر شفوية «يجب أن تسبق أول معرفة محتملة لكاتب مصري بالكتاب المقدس العبري.» يقترح أسمان أن القصة ليس لها أصل واحد ولكنها تجمع بين العديد التجارب التاريخية، ولا سيما فترتي العمارنة والهكسوس، في ذكرى شعبية. هناك اتفاق عام على أن القصص لا علاقة لها باليهود في الأصل. يقترح إريك س. جروين أنه ربما كان اليهود أنفسهم هم من أدخلوا أنفسهم في سرد مانيتون، حيث يتم تفسير الأفعال السلبية المختلفة من وجهة نظر المصريين، مثل تدنيس المعابد، بشكل إيجابي.

## الأهمية الدينية والثقافية

### في اليهودية

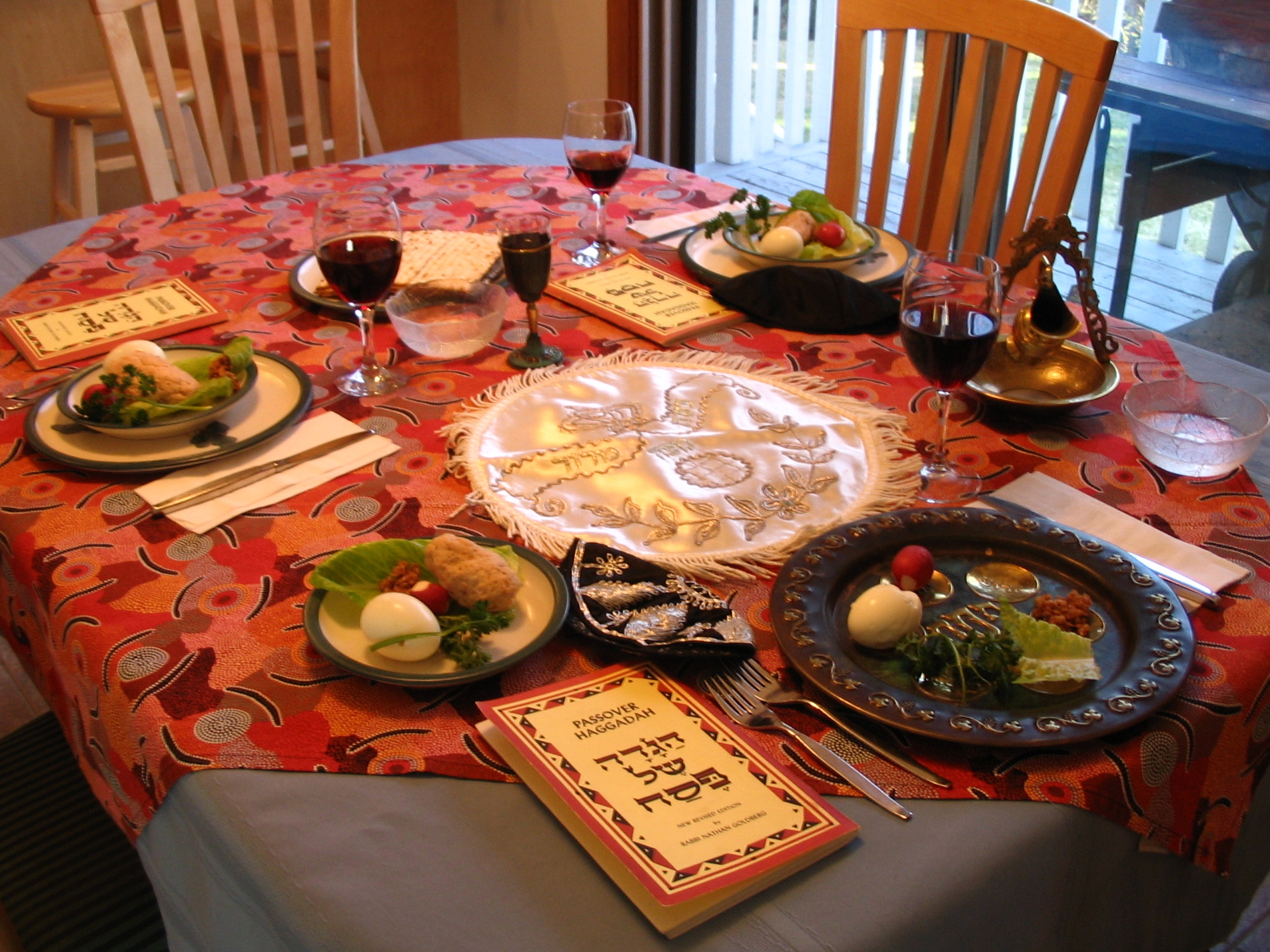
إعداد مائدة ليل هسيدر، ويتم فيها إحياء ذكرى عيد الفصح اليهودي والخروج.

رواية الخروج هي في مركز الهوية اليهودية. ويتم تذكر الحدث يومياً في الصلوات اليهودية ويحتفل به كل عام في عيد الفصح اليهودي وعيد الأسابيع، وهما معروفان على التوالي بلقب «وقت حريتنا» و«الوقت الذي أعطيت فيه التوراة». ويرتبط العيدان ارتباطاً وثيقاً، مع إعلان عيد الفصح اليهودي أن الحرية التي يقدمها لا تتحقق بالكامل إلا بإعطاء القانون (التوراة). ويحي احتفال يهودي ثالث، وهو عيد العرش، كيف عاش بني إسرائيل في خيم بعد النزوح من منازلهم السابقة في مصر. يتجذر الخروج في الديانة اليهودية من خلال التاريخ، وذلك على النقيض من الديانات الوثنية التي تتجه نحو الطبيعة. بدأت المهرجانات المرتبطة بالتيه (عيد الفصح اليهودي وعيد الأسابيع وعيد العرش) بمثابة أعياد زراعية وموسمية، لكنها أصبحت تُدرج تمامًا في أسطورة خروج بني إسرائيل المركزية من الاضطهاد والإستعباد إلى الحرية على يد الله. كما أن فكرة أن العلاقة بين الله وبني إسرائيل محددة من خلال عهد الذي حصل في سيناء هي مركزية للهوية اليهودية، جنباً إلى جنب القوانين المعطاة لبني إسرائيل والصفات الثلاثة عشر لله التي كشفت هناك. الأهداب التي تكون زوايا شالات الصلاة اليهودية التقليدية هي تذكير مادي بالالتزام بمراعاة القوانين الواردة في ذروة سفر الخروج: «فَتَكُونُ لَكُمْ هُدْبًا، فَتَرَوْنَهَا وَتَذْكُرُونَ كُلَّ وَصَايَا الرَّبِّ وَتَعْمَلُونَهَا».
بالنسبة لليهود، يحتفل عيد الفصح بتحرير بني إسرائيل من السبي في مصر، واستيطان بني إسرائيل في كنعان و«مرور» ملاك الموت أثناء وفاة البكر. يتضمن عيد الفصح وجبة طقوسية تسمى سيدر يتم خلالها إعادة سرد أجزاء من رواية الخروج. في هاجدة سيدر مكتوب أن كل جيل ملزم بتذكير نفسه وتعريف نفسه من حيث الخروج.
لأن بني إسرائيل فروا من مصر على عجل بدون وقت ليرتفع الخبز، يؤكل فطير الخبز مصة في عيد الفصح، ويجب تنظيف المنازل من أي عناصر تحتوي على مخمرات، المعروفة باسم شاميتز.
وقد لصدى سفر الخروج حضوراً أيضاً من خلال الثقافة غير اليهودية. وكانت بعض المؤثرات طفيفة ولكنها ذات أهمية كبيرة، فالتاريخ الأسطوري الأيرلندي والإسكتلندي في العصور الوسطى، على سبيل المثال، يشير إلى اشتقاق اسم اسكتلندا من سكوتا، والتي يفترض أنها ابنة الفرعون والتي هاجرت بعد ذلك إلى الجزر البريطانية. وقد كان لآخرون أكثر أهمية: فقد أدى العداء لتقليد الهجرة إلى الدولة (بالتحديد إلى مصر والفرعون) دورًا في الثورة التطهيرية في إنجلترا خلال القرن السابع عشر، وقد فسر العديد من المستوطنين الأمريكيين المبكرين فرارهم من الاضطهاد الديني في أوروبا حياة جديدة في الخارج كنوع من التيه، كما أوصى توماس جيفرسون وبنجامين فرانكلين بأن يحوي الختم العظيم للولايات المتحدة تصويراً لموسى يقود فيه بني إسرائيل عبر البحر الأحمر، وفسر الأميركيين الأفارقة الذين عانوا تحت العبودية والقمع العنصري وضعهم من حيث الخروج، مما يجعلها حافزاً للتغيير الاجتماعي. وقارن المورمون تهجيرهم إلى يوتا من خلال سفر الخروج الكتابي واعتمدوا العديد من أسماء الأماكن في الولاية من رواية الخروج.

## الدقة التاريخية

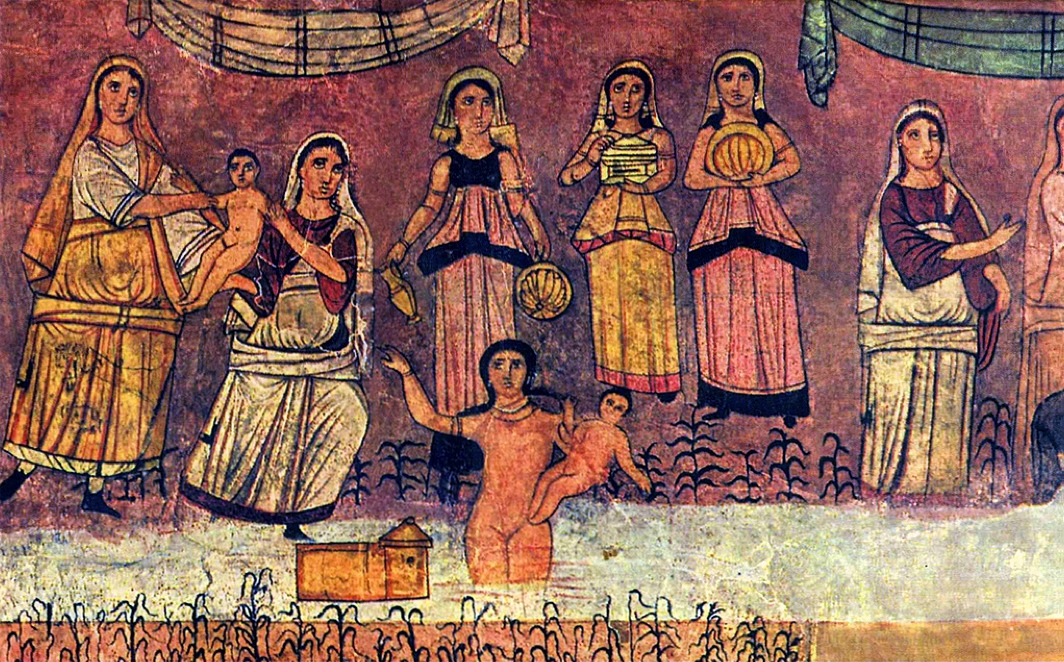
نقش جداري يصور العثور على موسى من كنيس دورا أوربوس.

بعد قرن من البحث من قبل علماء الآثار والمصريات إجماع علماء العصر الحديث هو أن الكتاب المقدس لا يعطي وصفا دقيقا لأصول إسرائيل. لا يوجد دليل على أن بني إسرائيل عاشوا في مصر القديمة، فشبه جزيرة سيناء لا تُظهِر تقريبا أي إشارة عن أي وجود لبني إسرائيل طوال الألفية الثانية قبل الميلاد بالكامل (حتى قادش برنيع، التي من المفترض أن بني إسرائيل قد قضوا 38 عاما بها، كانت غير مأهولة قبل إنشاء مملكة إسرائيل الموحدة). في ظل عدم وجود أدلة على الأسر في مصر والتيه في البرية، هناك على الجانب الآخر دلائل وافرة عن تطور إسرائيل في كنعان من جذور كنعانية أصلية. في حين أن عدد قليل من العلماء ما زالوا يناقشون المعقولية أو الدقة المحتملة لقصة الخروج، تخلى مؤرخو إسرائيل القديمة عنها بسبب كونها غير صالحة، والتحقيق الأثري قد توقف بسبب كونه «سعيا عقيما».
التفاصيل تشير إلى أن تكوين السرد كان خلال الألفية الأولى قبل الميلاد: عصيون جابر على سبيل المثال (واحدة من محطات الخروج) تعود إلى الفترة ما بين القرون 8 و6 قبل الميلاد مع إمكانية مواصلة الإقامة في القرن 4 قبل الميلاد، وكذلك أسماء الأماكن على طريق التيه التي تم تحديدها –مثل بر-رمسيس وقادش برنيع تشير إلى جغرافيا الألفية الأولى قبل الميلاد بدلا من الثانية. وبالمثل، فإن خوف فرعون من أن بني إسرائيل قد تحالفوا مع الغزاة الأجانب يبدو من غير المحتمل في سياق أواخر الألفية الثانية عندما كانت كنعان جزءا من الإمبراطورية المصرية ولم تواجه مصر أعداء في هذا الاتجاه، ولكن خوفه قد يكون مبررا في سياق الألفية الأولى قبل الميلاد، عندما كانت مصر أضعف بكثير وواجهت الغزو من الإمبراطورية الأخمينية وفي وقت لاحق من الإمبراطورية السلوقية. يشير ذكر الجمل العربي في خروج 9:3 أيضا إلى تاريخ لاحق – استئناس الإبل على نطاق واسع في قطعان يعتقد أنه لم يحدث قبل أواخر الألفية الثانية قبل الميلاد، بعد أن ظهر بنو إسرائيل بالفعل في كنعان، ولم يصبح استئناسها على نطاق واسع في مصر حتى 200-100 قبل الميلاد.
التسلسل الزمني لسرد التيه رمزي: على سبيل المثال، حدثه الذروة، وهو إقامة الخيمة كمكان مسكن يهوه بين شعبه، يحدث في عام 2666 من سنة العالم، يعني 2666 سنة بعدما خلق الله العالم، وثلثي الطريق من خلال فترة أربعة آلاف سنة التي تتوج في إعادة بناء الهيكل الثاني في 164 قبل الميلاد.[بحاجة لتوضيح]

### الاستشهادات
1. 1 2  Sparks 2010، صفحة 73.
2. ↑  Redmount 2001، صفحة 59.
3. 1 2 3  Lemche 1985، صفحة 327.
4. 1 2  Redmount 2001، صفحة 63.
5. ↑  Bandstra 2008، صفحة 28-29.
6. 1 2  Tigay 2004، صفحة 107.
7. ↑  Clinton Bennett (2010). Studying Islam: The Critical Issues. Continuum International Publishing Group. ISBN:9780826495501. مؤرشف من الأصل في 2019-12-08.
8. ↑  Juan Eduardo Campo (2009). Encyclopedia of Islam. Infobase Publishing. ISBN:9781438126968. مؤرشف من الأصل في 2019-03-31.
9. ↑  Norman Solomon؛ Richard Harries؛ Tim Winter (2006). Abraham's Children: Jews, Christians, and Muslims in Conversation. Continuum International Publishing Group. ISBN:9780567081612. مؤرشف من الأصل في 2015-11-26.
10. ↑  Meyers 2005، صفحات 6–7.
11. ↑  اغتصاب الكهنوت، المكتبة القبطية، 12 مايو 2013. نسخة محفوظة 05 مارس 2016 على موقع واي باك مشين.
12. ↑  قورحيون، بنو قورح، رب المجد، 13 مايو 2013. نسخة محفوظة 12 فبراير 2019 على موقع واي باك مشين.
13. ↑  زواج النبي موسى بالكوشية، الأنبا تكلا، 13 مايو 2013. نسخة محفوظة 01 مارس 2018 على موقع واي باك مشين.
14. ↑  عدد 14: 11.
15. ↑  إخراج ماء من الصخر، نور الأمم، 13 مايو 2013. نسخة محفوظة 01 مارس 2018 على موقع واي باك مشين.
16. ↑  ماء من الصخرة، موقع الأب بولس فغالي، 13 مايو 2013. [وصلة مكسورة] نسخة محفوظة 13 مايو 2020 على موقع واي باك مشين.
17. ↑  شرح سفر العدد - المقدمة، الأنبا تكلا، 1 مايو 2013. نسخة محفوظة 01 مارس 2018 على موقع واي باك مشين.
18. ↑  عمر موسى وهارون، ومكان دفن النبي هارون، الكتاب المقدس، 13 مايو 2013. نسخة محفوظة 19 يونيو 2013 على موقع واي باك مشين.
19. ↑  الحية النحاسية، الحياة الرهبانية، 13 مايو 2013. نسخة محفوظة 14 سبتمبر 2017 على موقع واي باك مشين.
20. ↑  برية صتن والحية النحاسية، نحو الهدف، 13 مايو 2013. نسخة محفوظة 05 مارس 2016 على موقع واي باك مشين.
21. ↑  قصة بلعام، الكتاب المقدس، 1 مايو 2013. نسخة محفوظة 12 يوليو 2013 على موقع واي باك مشين.
22. ↑  بعل فغور، قاموس الكتاب المقدس، 1 مايو 2013. نسخة محفوظة 12 فبراير 2019 على موقع واي باك مشين.
23. ↑  بني إسرائيل يخونون الرب في بعل فغور، موقع الأب بولس فغالي، 1 مايو 2013. [وصلة مكسورة] نسخة محفوظة 13 مايو 2020 على موقع واي باك مشين.
24. ↑  تيه بني إسرائيل، الحقيقة الدولية، 13 مايو 2013. نسخة محفوظة 14 مايو 2020 على موقع واي باك مشين. [وصلة مكسورة]
25. ↑  مقدمة سفر يشوع، كلمة الحياة، 1 مايو 2013. نسخة محفوظة 23 يوليو 2013 على موقع واي باك مشين.
26. ↑  أرض الميعاد، شبكة سارافيم ساروفسكي الأرثوذكسية، 1 مايو 2013. نسخة محفوظة 19 أبريل 2016 على موقع واي باك مشين.
27. ↑  mase7ye christianty/faghali derasat/20.htm قراءة مسيحية للعهد القديم، الأجوبة، 1 مايو 2013. نسخة محفوظة 11 يناير 2020 على موقع واي باك مشين.
28. ↑  Romer 2008، صفحة 2 and fn.3.
29. ↑  Russell 2009، صفحة 1.
30. 1 2  Ska 2006، صفحات 217.
31. ↑  Eskenazi 2009، صفحة 86.
32. ↑  Ska 2006، صفحات 226–227.
33. ↑  Ska 2006، صفحة 225.
34. ↑  Barmash 2015a، صفحة vii.
35. 1 2 3 4 5 6  Tigay 2004، صفحة 106.
36. ↑  Sarason 2015، صفحة 53.
37. 1 2  Assmann 2018، صفحة 335.
38. ↑  Coomber 2012، صفحة 123.
39. ↑  Peterson 2014.
40. ↑  Meyers 2005، صفحة 5.
41. ↑  Davies 2015، صفحة 51.
42. ↑  Redmount 2001، صفحة 77.
43. ↑  Barmash 2015b، صفحة 4.
44. ↑  Shaw 2002، صفحة 313.
45. ↑  Moore & Kelle 2011، صفحة 89.
46. ↑  Dever 2001، صفحة 99.
47. ↑  Pratico & DiVito 1993، صفحات 1–32.
48. ↑  Van Seters 1997، صفحات 255ff.
49. ↑  Soggin 1998، صفحات 128–29.
50. ↑  Finkelstein & Silberman 2002، صفحة 334.
51. ↑  Faye 2013، صفحة 3.
52. ↑  Hayes & Miller 1986، صفحة 59.
53. ↑  Davies 1998، صفحة 180.

### بيبلوجرافيا
Andersen، Francis I. (1987). "On Reading Genesis 1–3". في O'Connor، Michael Patrick؛ Freedman، David Noel (المحررون). Backgrounds for the Bible. Eisenbrauns. ISBN:9780931464300. مؤرشف من الأصل في 2020-03-08.
Anderson، Bradford A.؛ Gooder، Paula (2017). An Introduction to the Study of the Pentateuch. Bloomsbury. ISBN:9780567656407. مؤرشف من الأصل في 2020-03-08.
Assmann، Jan (2018). The Invention of Religion: Faith and Covenant in the Book of Exodus. Princeton University Press. ISBN:9781400889235. مؤرشف من الأصل في 2020-03-08.
Assmann، Jan (2009). Moses the Egyptian: The Memory of Egypt. Harvard University Press. ISBN:9780674020306. مؤرشف من الأصل في 2019-12-31.
Assmann، Jan (2014). From Akhenaten to Moses: Ancient Egypt and Religious Change. Oxford University Press. ISBN:978-977-416-631-0. مؤرشف من الأصل في 2019-07-13.
Bandstra، Barry L. (2008). Reading the Old Testament: Introduction to the Hebrew Bible. Cengage Learning. ISBN:0495391050. مؤرشف من الأصل في 2020-03-08.
Barmash، Pamela (2015a). "Introduction: The Exodus: Central, Learning, and Generative". في Barmash، Pamela؛ Nelson، W. David (المحررون). Exodus in the Jewish Experience: Echoes and Reverberations. Lexington Books. ص. vii–xiv. ISBN:9781498502931.
Barmash، Pamela (2015b). "Out of the Mists of History: The Exaltation of the Exodus in the Bible". في Barmash، Pamela؛ Nelson، W. David (المحررون). Exodus in the Jewish Experience: Echoes and Reverberations. Lexington Books. ص. 1–22. ISBN:9781498502931.
Beitzel، Barry (Spring 1980). "Exodus 3:14 and the Divine Name: A Case of Biblical Paronomasia" (PDF). Trinity Journal ‏. Trinity Divinity School. ج. 1: 5–20. مؤرشف من الأصل (PDF) في 2018-11-20.{{استشهاد بدورية محكمة}}:  صيانة الاستشهاد: علامات ترقيم زائدة (link)
Butzer، Karl W. (1999). "Demographics". في Bard، Kathryn A.؛ Shubert، Steven (المحررون). Encyclopedia of the Archaeology of Ancient Egypt. Routledge. ISBN:0-907459-04-8. مؤرشف من الأصل في 2019-07-17.
Callender، Gae (2003). "The Middle Kingdom Renaissance". في Ian Shaw (المحرر). The Oxford History of Ancient Egypt. Oxford University Press. ISBN:978-0-19-280458-7.
Carr، David M.؛ Conway، Colleen M. (2010). "Introduction to the Pentateuch". An Introduction to the Bible: Sacred Texts and Imperial Contexts. John Wiley & Sons. ISBN:9781405167383. مؤرشف من الأصل في 2019-07-12.
Cline، Eric H. (2007). From Eden to Exile. منظمة ناشيونال جيوغرافيك. ISBN:9781426200847. مؤرشف من الأصل في 2020-03-08.
Collins، John J. (2014). Introduction to the Hebrew Bible. Augsburg Fortress Publishers. ISBN:9781451469233. مؤرشف من الأصل في 2020-03-08.
Collins، John J. (2005). The Bible After Babel: Historical Criticism in a Postmodern Age. Eerdmans. ISBN:9780802828927. مؤرشف من الأصل في 2020-03-08.
Collins، John J. (2004). "Israel". في Johnston، Sarah Iles (المحرر). Religions of the Ancient World: A Guide. Harvard University Press. ISBN:978-0-674-01517-3. مؤرشف من الأصل في 2020-03-08.
Coomber، Matthew J.M. (2012). "Before Crossing the Jordan". في Brenner، Athalya؛ Yee، Gale A. (المحررون). Exodus and Deuteronomy. Fortress Press. ISBN:9781451408195. مؤرشف من الأصل في 2020-03-08.
David، Rosalie (1998). Handbook to Life in Ancient Egypt. Oxford University Press. ISBN:9780195132151. مؤرشف من الأصل في 2020-03-08. اطلع عليه بتاريخ 2017-09-18.
Davies، Eryl (1995). "A Mathematical Conundrum: The Problem of Large Numbers in Numbers I and XXVI". Vetus Testamentum. ج. 45 ع. 4: 449–69. JSTOR:1535243.
Davies، Graham (2001). "Introduction to the Pentateuch". في Barton، John (المحرر). Oxford Bible Commentary. Oxford University Press. ص. 37. ISBN:9780198755005. مؤرشف من الأصل في 2020-03-08.
Davies، Graham (2004). "Was There an Exodus?". في Day، John (المحرر). In Search of Pre-exilic Israel: Proceedings of the Oxford Old Testament Seminar. Continuum. ISBN:9780567082060. مؤرشف من الأصل في 2020-03-08.
Davies، Philip R. (2015). In Search of 'Ancient Israel': A Study in Biblical Origins. Bloomsbury Publishing. ISBN:9780567662996. مؤرشف من الأصل في 2020-03-08.
Davies، Philip R. (1998). Scribes and Schools: The Canonization of the Hebrew Scriptures. Westminster John Knox. ISBN:9780664227289. مؤرشف من الأصل في 2020-03-08.
Dever، William (2001). What Did the Biblical Writers Know, and When Did They Know It?. Eerdmans. ISBN:3927120375. مؤرشف من الأصل في 2020-02-28.
Dever، William (2003). Who Were the Early Israelites and Where Did They Come From?. Eerdmans. ISBN:3927120375. مؤرشف من الأصل في 2019-07-17.
Dozeman، Thomas B. (2009). Exodus. Eerdmans. مؤرشف من الأصل في 2020-03-08.
Droge، Arthur J. (1996). "Josephus Between Greeks and Barbarians". في Feldman، L.H.؛ Levison، J.R. (المحررون). Josephus' Contra Apion. Brill. ISBN:9004103252. مؤرشف من الأصل في 2020-03-08.
Enmarch، Roland (2011). "The Reception of a Middle Egyptian Poem: The Dialogue of Ipuwer and the Lord of All". في Collier، M.؛ Snape، S. (المحررون). Ramesside Studies in Honour of K. A. Kitchen (PDF). Rutherford. مؤرشف من الأصل (PDF) في 2011-07-17.
Enns، Peter (2012). The Evolution of Adam. Baker Books. ISBN:9781587433153. مؤرشف من الأصل في 2019-07-14.
Eskenazi، Tamara Cohn (2009). "From Exile and Restoration to Exile and Reconstruction". في Grabbe، Lester L.؛ Knoppers، Gary N. (المحررون). Exile and Restoration Revisited: Essays on the Babylonian and Persian Periods. Bloomsbury. ISBN:9780567465672. مؤرشف من الأصل في 2020-03-08.
Faust، Avraham (2015). "The Emergence of Iron Age Israel: On Origins and Habitus". في Thomas E. Levy؛ Thomas Schneider؛ William H.C. Propp (المحررون). Israel's Exodus in Transdisciplinary Perspective: Text, Archaeology, Culture, and Geoscience (PDF). Springer. ISBN:978-3-319-04768-3. مؤرشف من الأصل (PDF) في 2022-04-10.
Faye، Bernard (2013). "Classification, History and Distribution of the Camel". في Kadim، Isam T.؛ Mahgoub، Osman؛ Faye، Bernard (المحررون). Camel Meat and Meat Products. CABI. ISBN:9781780641010. مؤرشف من الأصل في 2020-03-08.
Feldman، Louis H. (1998). Josephus's Interpretation of the Bible. University of California Press. ISBN:9780520208537. مؤرشف من الأصل في 2020-03-08.
Finkelstein، Israel؛ Silberman، Neil Asher (2002). The Bible Unearthed. Free Press. ISBN:0684869128. مؤرشف من الأصل في 2019-07-03.
Geraty، L. T. (28 مارس 2015). Thomas E. Levy؛ Thomas Schneider؛ William H.C. Propp (المحررون). Israel's Exodus in Transdisciplinary Perspective: Text, Archaeology, Culture, and Geoscience. Springer. ISBN:978-3-319-04768-3. مؤرشف من الأصل في 2020-03-08.
Gmirkin، Russell E. (2006). Berossus and Genesis, Manetho and Exodus: Hellenistic Histories and The Date of the Pentateuch. T & T Clark International. ISBN:9780567025920. مؤرشف من الأصل في 2019-07-15.
Grabbe، Lester (2014). "Exodus and History". في Dozeman، Thomas؛ Evans، Craig A.؛ Lohr، Joel N. (المحررون). The Book of Exodus: Composition, Reception, and Interpretation. BRILL. ISBN:9789004282667. مؤرشف من الأصل في 2020-03-08.
Grisanti، Michael A. (2011). "The Book of Numbers". في Merrill، Eugene H.؛ Rooker، Mark؛ Grisanti، Michael A. (المحررون). The World and the Word. B&H Publishing. ISBN:9781433673740. مؤرشف من الأصل في 2020-03-08.
Guillaume، Philippe (Spring 1980). "Tracing the Origin of the Sabbatical Calendar in the Priestly Narrative, Genesis 1 to Joshua 5" (PDF). Journal of Hebrew Scriptures. ج. 5 ع. 13. مؤرشف من الأصل (PDF) في 2005-12-11.
Hayes، John Haralson؛ Miller، James Maxwell (1986). A History of Ancient Israel and Judah. Westminster John Knox. ISBN:9780664212629. مؤرشف من الأصل في 2019-07-03.
Hoffmeier، James K. (1999). Israel in Egypt. Oxford University Press. ISBN:9780195130881. مؤرشف من الأصل في 2019-07-19.
Hoffmeier، James K. (2005). Ancient Israel in Sinai. Oxford University Press. ISBN:9780195155464. مؤرشف من الأصل في 2019-07-19.
Killebrew، Anne E. (2005). Biblical Peoples and Ethnicity. Society of Biblical Literature. ISBN:9781589830974. مؤرشف من الأصل في 2019-07-03.
Kitchen، Kenneth (2006). "Egyptology and the traditions of early Hebrew antiquity (Genesis and Exodus)". في Rogerson، John William؛ Lieu، Judith (المحررون). The Oxford Handbook of Biblical Studies. Oxford University Press. ISBN:9780199254255. مؤرشف من الأصل في 2020-03-08.
Knight، Douglas A. (1995). "Deuteronomy and the Deuteronomist". في Mays، James Luther؛ Petersen، David L.؛ Richards، Kent Harold (المحررون). Old Testament Interpretation. T&T Clark. ISBN:9780567292896. مؤرشف من الأصل في 2019-07-13.
Lemche، Niels Peter (1985). Early Israel: Anthropological and Historical studies. Brill. ISBN:9004078533. مؤرشف من الأصل في 2019-07-18.
Levinson، Bernard Malcolm (1997). Deuteronomy and the Hermeneutics of Legal Innovation. OUP. ISBN:9780195354577. مؤرشف من الأصل في 2020-03-08.
Lichtheim، Miriam (2006). Ancient Egyptian Literature: The Old and Middle Kingdoms. University of California Press. ج. 1. ISBN:9780520248427. مؤرشف من الأصل في 2020-03-08.
McEntire، Mark (2008). Struggling with God: An Introduction to the Pentateuch. Mercer University Press. ISBN:9780881461015. مؤرشف من الأصل في 2019-07-19.
McKenzie، Steven L. (2000). Covenant. Chalice Press. مؤرشف من الأصل في 2020-03-08.
Merrill، Eugene H.؛ Rooker، Michael A.؛ Grisanti، Mark F. (2011). The World and the Word: An Introduction to the Old Testament. B&H Publishing Group. ISBN:9780805440317. مؤرشف من الأصل في 2020-03-08.
Meyers، Carol (2005). Exodus. Cambridge University Press. ISBN:9780521002912. مؤرشف من الأصل في 2017-04-08.
Moore، Megan Bishop؛ Kelle، Brad E. (2011). Biblical History and Israel's Past. Eerdmans. ISBN:9780802862600. مؤرشف من الأصل في 2016-06-17.
Miller، William T. (2009). The Book of Exodus: Question by Question. Paulist Press. ISBN:9780809146123. مؤرشف من الأصل في 2020-03-08.
Noll، K.L. (2001). Canaan and Israel in Antiquity: An Introduction. Sheffield Academic Press. ISBN:9781841273181. مؤرشف من الأصل في 2020-03-08.
Oblath، Michael D. (2004). The Exodus Itinerary Sites: Their Locations from the Perspective of the Biblical Sources. Peter Lang. ص. 21. ISBN:978-0-8204-6716-0. مؤرشف من الأصل في 2020-03-08.
Perdue، Leo G. (2008). The Sword and the Stylus: An Introduction to Wisdom in the Age of Empires. Eerdmans. ISBN:9780802862457. مؤرشف من الأصل في 2020-03-08.
Pratico، Gary Davis؛ DiVito، Robert A. (1993). Nelson Glueck's 1938-1940 Excavations at Tell el-Kheleifeh: A Reappraisal. Scholars Press. ISBN:978-1-55540-883-1. مؤرشف من الأصل في 2019-07-12.
Peterson، Daniel (24 يوليو 2014)، "Remembering the Exodus — both ancient and modern"، Deseret News، مؤرشف من الأصل في 2019-07-12{{استشهاد}}:  صيانة الاستشهاد: التاريخ والسنة (link)
Prosic، Tamara (2004). The Development and Symbolism of Passover. A&C Black. ISBN:9780567287892. مؤرشف من الأصل في 2020-03-08.
Redford، Donald B. (1992). Egypt, Canaan, and Israel in Ancient Times. Princeton University Press. ISBN:978-0-691-03606-9. مؤرشف من الأصل في 2019-07-09.
Redmount، Carol A. (2001) [1998]. "Bitter Lives: Israel In And Out of Egypt". في Coogan، Michael D. (المحرر). The Oxford History of the Biblical World. OUP. ISBN:9780199881482. مؤرشف من الأصل في 2020-03-08.
Rofé، Alexander (2002). Deuteronomy: Issues and Interpretation. T&T Clark. ISBN:9780567087546. مؤرشف من الأصل في 2020-03-08.
Rogerson، John W. (2003). "Deuteronomy". في Dunn، James D. G. (المحرر). Eerdmans Commentary on the Bible. Eerdmans. ISBN:9780802837110. مؤرشف من الأصل في 2020-03-08.
Romer، Thomas (2008). "Moses Outside the Torah and the Construction of a Diaspora Identity" (PDF). The Journal of Hebrew Scriptures. JHS online. 8, article 15: 2–12. مؤرشف من الأصل (PDF) في 2019-07-28.
Russell، Stephen C. (2009). Images of Egypt in Early Biblical Literature. Walter de Gruyter. ISBN:9783110221718. مؤرشف من الأصل في 2019-07-17.
Ryholt، K. S. B.؛ Bülow-Jacobsen، Adam (1997). The Political Situation in Egypt During the Second Intermediate Period, C. 1800-1550 B.C. Museum Tusculanum Press. ISBN:978-87-7289-421-8. مؤرشف من الأصل في 2014-01-02.
Sarason، Richard S. (2015). "The Past as Paradigm:Enactments of the Exodus Motif in Jewish Liturgy". في Barmash، Pamela؛ Nelson، W. David (المحررون). Exodus in the Jewish Experience: Echoes and Reverberations. Lexington. ISBN:9781498502931. مؤرشف من الأصل في 2020-03-08.
Shaw، Ian (2002). "Israel, Israelites". في Shaw، Ian؛ Jameson، Robert (المحررون). A Dictionary of Archaeology. Wiley Blackwell. ISBN:9780631235835. مؤرشف من الأصل في 2020-03-08.
Shea، William H. (2003). "The Date of the Exodus". في Grisanti، Michael A.؛ Howard، David M. (المحررون). Giving the Sense: Understanding and Using Old Testament Historical Texts. Kregel Academic. ISBN:9780825428920. مؤرشف من الأصل في 2020-03-08.
Ska، Jean Louis (2006). Introduction to Reading the Pentateuch. Eisenbrauns. ISBN:9781575061221. مؤرشف من الأصل في 2019-07-18.
Soggin، John (1998). An Introduction to the History of Israel and Judah (tr. 1999). SCM Press. ISBN:9780334027881. مؤرشف من الأصل في 2019-07-03.
Sparks، Kenton L. (2010). "Genre Criticism". في Dozeman، Thomas B. (المحرر). Methods for Exodus. Cambridge University Press. ISBN:9781139487382. مؤرشف من الأصل في 2020-03-08.
Sparks، B.C. (2015). "Egyptian Texts Relating to the Exodus". في Levy، Thomas E.؛ Schneider، Thomas؛ Propp، William H.C. (المحررون). Israel's Exodus in Transdisciplinary Perspective: Text, Archaeology, Culture, and Geoscience. Springer. ISBN:9783319047683. مؤرشف من الأصل في 2020-03-08.
Stiebing، William H. (1989). Out of the Desert: Archaeology and the Exodus/Conquest Narratives. Prometheus. ISBN:9781615926886. مؤرشف من الأصل في 2019-07-11.
Thompson، Thomas L. (1999). The Mythic Past: Biblical Archaeology And The Myth Of Israel. Basic Books. ISBN:0465010520. مؤرشف من الأصل في 2023-05-13.[وصلة مكسورة]
Tigay، Jeffrey H. (2004). "Exodus". في Berlin، Adele؛ Brettler، Marc Zvi (المحررون). The Jewish Study Bible. Oxford University Press. ISBN:9780195297515. مؤرشف من الأصل في 2019-07-15.
Van Seters، John (1997a). "The Geography of the Exodus". في Silberman، Neil Ash (المحرر). The Land that I Will Show You. Sheffield Academic Press. ISBN:9781850756507. مؤرشف من الأصل في 2019-07-18.
Van Seters، John (1997b). In Search of History: Historiography in the Ancient World and the Origins of Biblical History. Eisenbrauns. مؤرشف من الأصل في 2020-03-08.
Verbrugghe، Gerald P.؛ Wickersham، John Moore (2001). Berossos and Manetho, Introduced and Translated: Native Traditions in Ancient Mesopotamia and Egypt. University of Michigan Press. ISBN:0-472-08687-1. مؤرشف من الأصل في 2019-07-12.
Whitelam، Keith W. (2006). "General problems of studying the text of the bible...". في Rogerson، John William؛ Lieu، Judith (المحررون). The Oxford Handbook of Biblical Studies. Oxford University Press. ISBN:9780199254255. مؤرشف من الأصل في 2020-03-08.
Wood، Ralpth C (1990). "Genre, Concept of". في Watson E. Mills (General Editor) (المحرر). Mercer Dictionary of the Bible. Mercer University Press. ISBN:9780865543737. مؤرشف من الأصل في 2020-03-08. {{استشهاد بكتاب}}: |محرر= باسم عام (مساعدة)